# Canton de Mirambeau
Pour les articles homonymes, voir Mirambeau.
Le canton de Mirambeau est une ancienne division administrative française située dans le département de la Charente-Maritime et la région Poitou-Charentes.

## Géographie
Ce canton était organisé autour de Mirambeau dans l'arrondissement de Jonzac. On se trouve au sud du département de la Charente-Maritime, territoire appelé Haute Saintonge.
Son altitude variait de 0 m dans le bocage bordant Saint-Bonnet-sur-Gironde à 111 m à Salignac-de-Mirambeau pour une altitude moyenne de 46 m.
Le canton de Mirambeau était limitrophe du département de la Gironde au Sud et bordé par l'Estuaire du même nom.

## Histoire
- les blasons et alliances des  barons de Mirambeau, selon de Courcelles 1824, avec les liens vers leurs articles

## Représentation

### Conseillers d'arrondissement (de 1833 à 1940)
Le canton de Mirambeau avait deux conseillers d'arrondissement.
| Période                                  | Période      | Identité                                        | Étiquette   | Qualité |
| ---------------------------------------- | ------------ | ----------------------------------------------- | ----------- | --- |
| 1833                                     | 1845         | François Augé                                   |             | Notaire, maire de Nieul-le-Virouil                                                                          |
| 1833                                     | 1839         | Philippe Jacques Blancher (1780-1858)           |             | Propriétaire à Mirambeau                                                                                    |
| 1839                                     | 1845         | Albert Morandière                               |             | Juge d'instruction au Tribunal civil de Jonzac                                                              |
| 1845                                     | 1848         | Vicomte René de Saint-Légier d'Orignac          |             | Propriétaire à Saint-Ciers-du-Taillon                                                                       |
| 1845                                     | 1848         | Michel Toussaint Corbinaud                      |             | Juge de paix à Mirambeau                                                                                    |
|                                          |              |                                                 |             | |
| 1852                                     | 1853         | Dominique Coudret                               |             | Notaire à Saint-Thomas-de-Conac                                                                             |
| 1852                                     | 1855         | Pierre Poitier                                  |             | Médecin à Mirambeau                                                                                         |
|                                          |              |                                                 |             | |
| 1855                                     | 1867 (décès) | Pierre Robert Eymery (1812-1867)                |             | Notaire, maire de Mirambeau                                                                                 |
| 1855                                     | 1880 (décès) | Marie Déodat du Cheyron du Pavillon (1806-1880) |             | Officier de marine, propriétaire à Salignac-de-Mirambeau                                                    |
| 3 octobre 1880                           |              | Léon Arsonneau                                  | Républicain | Docteur-médecin, maire de Semillac                                                                          |
|                                          |              |                                                 |             | |
| 1889                                     | 1919         | Émile Furet                                     | Radical     | Conseiller municipal puis maire de Mirambeau                                                                |
| av.1895                                  | 1902 (décès) | Julien Derbeau                                  | Républicain | Propriétaire à Nieul-le-Virouil                                                                             |
| 1902                                     | 1937         | Alfred Genet                                    | Radical     | Agriculteur, maire d'Allas-Bocage                                                                           |
| 1919                                     | 1922         | Pierre Ardouin                                  |             | Propriétaire à Saint-Thomas-de-Conac                                                                        |
| 1922                                     | 1940         | Augustin Fulbert                                | Radical     | Maire de Saint-Bonnet-sur-Gironde                                                                           |
| 1937                                     | 1940         | Valentin Lardière (1901-1986)                   | SFIO        | Agriculteur à Saint-Bonnet-sur-Gironde                                                                      |
| 1940                                     |              |                                                 |             | Les conseils d'arrondissement ont été suspendus par la loi du 12 octobre 1940 et n'ont jamais été réactivés |
| Les données manquantes sont à compléter. |              |                                                 |             | |

### Conseillers généraux de 1833 à 2015
- De 1833 à 1848, les cantons de Montendre et de Mirambeau avaient le même conseiller général. Le nombre de conseillers généraux était limité à 30 par département.

| Période | Période      | Identité                                                 | Étiquette                 | Qualité                                                                                             |
| ------- | ------------ | -------------------------------------------------------- | ------------------------- | --------------------------------------------------------------------------------------------------- |
| 1833    | 1848         | Comte Tanneguy Duchâtel                                  | Majorité ministérielle    | Avocat, membre du Conseil d'État Ministre (pendant la monarchie de Juillet) Député (1833-1848)      |
| 1848    | 1852         | Napoléon Joseph Duchâtel (1804-1884) (fils du précédent) |                           | Préfet, Pair de France                                                                              |
| 1852    | 1852 (décès) | René de Saint-Légier d'Orignac (1782-1852)               | Indépendant               | Propriétaire à Saint-Ciers-du-Taillon, ancien conseiller d'arrondissement Ancien Député (1824-1830) |
| 1853    | 1871         | Dominique Coudret                                        |                           | Notaire, maire de Saint-Thomas-de-Conac, conseiller d'arrondissement                                |
| 1871    | 1889         | Comte Charles Duchâtel                                   | Républicain Centre gauche | Avocat - Ambassadeur Député (1871-1876 et 1885-1889) Maire de Mirambeau (1871-1907)                 |
| 1889    | 1895         | Félix Seguin                                             | Républicain               | Propriétaire, maire de Mirambeau                                                                    |
| 1895    | 1914 (décès) | Pierre Eveillé                                           | Républicain (Droite)      | Médecin, maire de Saint-Bonnet-sur-Gironde                                                          |
| 1914    | 1936 (décès) | Roger Charrier (1881-1936)                               | Rad.                      | Médecin, maire de Mirambeau                                                                         |
| 1936    | 1937         | Roger Faraud                                             | SFIO                      | Instituteur                                                                                         |
| 1937    | 1940         | Alfred Genet                                             | Rad.                      | Propriétaire-agriculteur Maire d'Allas-Bocage (1904-1935), conseiller d'arrondissement              |
|         |              |                                                          |                           | |
| 1945    | 1976         | Henri Moreau                                             | DVD puis RGR puis Rad.    | Vétérinaire Maire de Mirambeau (1962-1973) Sénateur (1978-1980)                                     |
| 1976    | 1982         | Michel Rigou                                             | MRG                       | Vétérinaire Sénateur (1980-1989)                                                                    |
| 1982    | 1988         | Henri Bouché                                             | DVD                       | Maire de Courpignac                                                                                 |
| 1988    | 2008         | Michel Rigou                                             | MRG puis PRG              | Sénateur (1980-1989) Maire de Mirambeau jusqu'en 1995                                               |
| 2008    | 2015         | Bernard Louis-Joseph                                     | DVD                       | Commerçant Maire de Soubran (1989-2020)                                                             |

## Composition
Le canton de Mirambeau regroupait dix-neuf communes et comptait 7 403 habitants (recensement de 2006).
| Communes                   | Population (2012) | Code postal | Code Insee |
| -------------------------- | ----------------- | ----------- | ---------- |
| Allas-Bocage               | 175               | 17150       | 17005      |
| Boisredon                  | 621               | 17150       | 17052      |
| Consac                     | 237               | 17150       | 17116      |
| Courpignac                 | 400               | 17130       | 17129      |
| Mirambeau                  | 1 454             | 17150       | 17236      |
| Nieul-le-Virouil           | 557               | 17150       | 17263      |
| Saint-Bonnet-sur-Gironde   | 852               | 17150       | 17312      |
| Saint-Ciers-du-Taillon     | 503               | 17240       | 17317      |
| Saint-Dizant-du-Bois       | 102               | 17150       | 17324      |
| Saint-Georges-des-Agoûts   | 261               | 17150       | 17335      |
| Saint-Hilaire-du-Bois      | 271               | 17500       | 17345      |
| Saint-Martial-de-Mirambeau | 244               | 17150       | 17362      |
| Sainte-Ramée               | 125               | 17240       | 17390      |
| Saint-Sorlin-de-Conac      | 199               | 17150       | 17405      |
| Saint-Thomas-de-Conac      | 557               | 17150       | 17410      |
| Salignac-de-Mirambeau      | 150               | 17130       | 17417      |
| Semillac                   | 62                | 17150       | 17423      |
| Semoussac                  | 260               | 17150       | 17424      |
| Soubran                    | 373               | 17150       | 17430      |

## Démographie
| 1962  | 1968  | 1975  | 1982  | 1990  | 1999  | 2006  | 2011  | 2012  |
| ----- | ----- | ----- | ----- | ----- | ----- | ----- | ----- | ----- |
| 8 908 | 8 522 | 7 571 | 7 363 | 7 192 | 7 218 | 7 403 | 7 784 | 7 815 |